# Supreme Commander for the Allied Powers

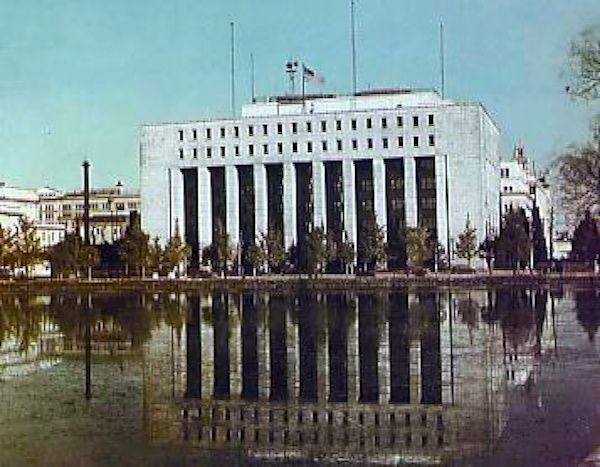
Der Sitz des SCAP während der Besatzungszeit war das Dai-ichi-Seimei-Gebäude in Chiyoda, gegenüber der kaiserlichen Residenz

Supreme Commander for the Allied Powers (SCAP; deutsch „Oberkommandierender für die Alliierten Streitkräfte“; häufig irrtümlich Supreme Commander of the Allied Powers) war der Rang, in den am 14. August 1945 General Douglas MacArthur von US-Präsident Harry S. Truman berufenen wurde. MacArthur sollte als Oberkommandierender der Siegermächte USA, Großbritannien, China und Sowjetunion die Kapitulation Japans im Pazifikkrieg erreichen und die alliierte Besatzungspolitik gestalten. 
Am selben Tag hatte der Tennō den „Kaiserlichen Erlass über das Kriegsende“ (終戦の詔書, shūsen no shōsho) verkündet. Mit der Kapitulationserklärung von Regierung und Armee, die von MacArthur für die Vereinigten Staaten von Amerika, Großbritannien, China und die Sowjetunion am 2. September 1945 angenommen wurde, begann die Besatzungszeit in Japan. 

## Übersicht
Auch wenn es während des Zweiten Weltkrieges und danach mehrere alliierte Oberkommandierende gab, wurde die Bezeichnung SCAP nur in Japan verwendet. Dort bezeichnete SCAP nicht nur den Posten selbst, sondern auch die zugehörigen Besatzungsbehörden; für diese war auch die Bezeichnung GHQ (engl. für General Headquarters) gebräuchlich.
Das GHQ befand sich zunächst in Yokohama, wurde aber am 8. September 1945 nach Tokio verlegt. Das GHQ hatte zunächst nur militärische Mitarbeiter, aber bis August 1947 kamen 17 nichtmilitärische Abteilungen dazu, auf oberster Ebene:
- Diplomatische Abteilung,
- Abteilung für internationale Strafverfolgung,
- Gesetzes-Abteilung,

und auf der nächsten Ebene, u. a:
- Abteilung zum Schutz des Privateigentums,
- Abteilung für öffentliche Wohlfahrt und Gesundheit,
- Abteilung für Information und Erziehung,
- Abteilung für Aufklärung,
- Abteilung für die Regierung,
- Wirtschafts- und Wissenschaftsabteilung,
- Abteilung für natürliche Ressourcen,
- Abteilung für den öffentlichen Verkehr.

Das GHQ war die alleinige Exekutive der Alliierten, auch bei Gelegenheiten, bei denen das GHQ das Allied Council for Japan (連合国対日理事会, Rengōkoku Tainichi Rijikai) hätte konsultieren müssen. So arbeitete das GHQ ausschließlich auf Anweisungen der amerikanischen Regierung, und die große Verwaltungsbehörde beschäftigte fast ausschließlich Amerikaner. Die nach 1945 entstehenden Spannungen zwischen den Alliierten verstärkten diesen Trend. 
Formal wurde die Besatzungspolitik über den japanischen Reichstag, der im fundamentalen Unterschied zur Situation im Deutschen Reich, weiter als gesetzgebendes Organ tätig war, umgesetzt. Umgekehrt war die Genehmigung des SCAP für alle japanischen Eigeninitiativen notwendig. 
Im November 1951 wurde McArthur durch General Ridgway abgelöst. – Mit dem Inkrafttreten des Friedensvertrags von San Francisco und damit Beendung des Besatzungsstatuts wurde der Posten 1952 hinfällig.